# Alex Caruso
Alex Caruso (* 28. Februar 1994, College Station, Texas) ist ein US-amerikanischer Basketballspieler, welcher seit 2024 für die Oklahoma City Thunder in der National Basketball Association (NBA) spielt. In seiner Laufbahn gewann er mit den Los Angeles Lakers (2020) und Oklahoma City (2025) je einmal die Meisterschaft in der NBA.

## Zeit in der NCAA
Nach seiner Zeit an der High-School A&M Consolidated wechselte Caruso 2012 an die Texas A&M University in die NCAA Division I Basketball Championship. Für die Aggies spielte der Aufbauspieler vier Jahre lang, in seiner letzten Saison an der Hochschule in 2015/16 erzielte der gebürtige Texaner durchschnittlich 8,1 Punkte und verteilte 5,0 Assists pro Spiel. Mit insgesamt 649 Korbvorlagen und 276 Steals setzte Caruso an seiner Universität jeweils auf den ersten Platz in der jeweiligen ewigen Bestenliste.

## Professionelle Karriere
Im NBA-Draft 2016 wurde Caruso von keiner Franchise berücksichtigt. Der Guard ergatterte nach einem guten Auftritt in der NBA Summer League für die Philadelphia 76ers einen Platz beim Farmteam der Oklahoma City Thunder, den Oklahoma City Blue in der NBA G-League, der Entwicklungsliga der NBA. In 2016/17 erzielte Caruso gute 11,9 Zähler pro Partie und gehörte mit durchschnittlich 5,2 Assists zu den besten Passgebern der gesamten Liga.
Schnell wurde Caruso auch den Talentspähern der NBA ein Begriff und so erhielt er im Sommer 2017 die Chance, sich im Summer League Team der Los Angeles Lakers für höhere Aufgaben zu empfehlen. Mit der Traditionsmannschaft gewann er in diesem Sommer die NBA Summer League. Im Juli 2017 unterschrieb Caruso einen Zweiwegevertrag bei den Kaliforniern.
Während er in der Saison 2017/18 noch vorwiegend in der G-League für die South Bay Lakers auflief, erkämpfte sich der 1,96 Meter große Akteur Einsatzminuten bei den Lakers. In dieser Spielzeit stand er in insgesamt 37 Ligaspielen auf dem Parkett. Sein Debüt gab der Texaner beim 122:117-Sieg über die Los Angeles Clippers am 19. Oktober 2017. Caruso erzielte in der Partie zwei Punkte und sicherte sich zwei Rebounds. Im Sommer 2018 verlängerte er seinen Vertrag bei den Lakers und erzielte in 25 Partien durchschnittlich 9,2 Punkte pro Spiel.
Zur Saison 2019/20 verlängerte der Spielmacher seinen Vertrag um zwei weitere Jahre, ihm wurde darin ein Gehalt in Höhe von 5,5 Millionen US-Dollar zugesichert. In der NBA-Saison 2019/20 wusste Caruso mit einigen sehenswerten Aktionen zu überzeugen. Mit den Los Angeles Lakers gewann er 2020 den NBA-Titel. In den NBA Finals bezwang man die Miami Heat 4-2. Caruso erzielte in der Endspielserie im Schnitt 6,5 Punkte pro Spiel. In der NBA 2020/21 etablierte sich der Combo Guard als wichtiger Rotationsspieler in der Mannschaft von Frank Vogel (Basketballtrainer). In den NBA-Playoffs 2021 scheiterten die Lakers schließlich in der ersten Runde an den Phoenix Suns mit 2-4.
Am 2. August 2021 wurde bekanntgeben, dass Caruso einen Vier-Jahres-Vertrag im Wert von $37 Millionen bei den Chicago Bulls unterschrieben hat, wo er sich dann während der regulären Saison im Januar 2022 während eines Spiels gegen die Milwaukee Bucks am Handgelenk verletzte.
Am Ende der Saison 2022/23 wurde er in das NBA All-Defensive 1st Team berufen, womit er zum ersten weißen Guard seit 1980 wurde, der diese Auszeichnung erhielt.
2023/24 wurde er mit dem NBA Hustle Award ausgezeichnet.
Im Sommer 2024 wechselte er per Trade für Josh Giddey von den Chicago Bulls zu den Oklahoma City Thunder. Für die Franchise kam Caruso in 54 Partien der regulären Spielzeit 2024/25 zum Einsatz. Durchschnittlich erzielte er 7,1 Punkte pro Begegnung. Im Dezember 2024 verlängerte er seinen Vertrag um vier Jahre für ein Gesamtgehalt von 81 Millionen US-Dollar. Mit Oklahoma City erreichte er die NBA Finals 2025. Die Indiana Pacers bezwang man in der „Best-of-Seven“-Serie mit 4:3. Für Caruso war es nach 2020 der zweite Titel in der NBA. In der Endspielserie war der Point Guard ein wichtiger Faktor. So kam er auf Mittelwerte von 10,1 Zähler und 3,6 Rebounds pro Partie.

## Karriere-Statistiken

### NBA

#### Reguläre Saison
| Saison  | Team          | GP  | GS  | MPG  | FG % | 3P % | FT % | RPG | APG | SPG | BPG | PPG  |
| ------- | ------------- | --- | --- | ---- | ---- | ---- | ---- | --- | --- | --- | --- | ---- |
| 2017–18 | L.A. Lakers   | 37  | 7   | 15.2 | .431 | .302 | .700 | 1.8 | 2.0 | 0.6 | 0.3 | 3.6  |
| 2018–19 | L.A. Lakers   | 25  | 4   | 21.2 | .445 | .480 | .797 | 2.7 | 3.1 | 1.0 | 0.4 | 9.2  |
| 2019–20 | L.A. Lakers   | 64  | 2   | 18.4 | .412 | .333 | .737 | 1.9 | 1.9 | 1.1 | 0.3 | 5.5  |
| 2020–21 | L.A. Lakers   | 58  | 6   | 21.0 | .436 | .401 | .645 | 2.9 | 2.8 | 1.1 | 0.3 | 6.4  |
| 2021–22 | Chicago       | 41  | 18  | 28.0 | .398 | .333 | .795 | 3.6 | 4.0 | 1.7 | 0.4 | 7.4  |
| 2022–23 | Chicago       | 67  | 36  | 23.5 | .455 | .364 | .808 | 2.9 | 2.9 | 1.5 | 0.7 | 5.6  |
| 2023–24 | Chicago       | 71  | 57  | 28.7 | .468 | .408 | .760 | 3.8 | 3.5 | 1.7 | 1.0 | 10.1 |
| 2024–25 | Oklahoma City | 54  | 3   | 19.3 | .446 | .353 | .824 | 2.9 | 2.5 | 1.6 | 0.6 | 7.1  |
| Gesamt  | Gesamt        | 417 | 133 | 22.3 | .440 | .376 | .758 | 2.9 | 2.8 | 1.3 | 0.5 | 6.9  |

#### Play-offs
| Saison  | Team          | GP | GS | MPG  | FG % | 3P % | FT %  | RPG | APG | SPG | BPG | PPG |
| ------- | ------------- | -- | -- | ---- | ---- | ---- | ----- | --- | --- | --- | --- | --- |
| 2019–20 | L.A. Lakers   | 21 | 1  | 24.3 | .425 | .279 | .800  | 2.3 | 2.8 | 1.1 | 0.6 | 6.5 |
| 2020–21 | L.A. Lakers   | 6  | 0  | 20.2 | .368 | .294 | 1.000 | 1.3 | 0.5 | 0.2 | 0.7 | 5.8 |
| 2021–22 | Chicago       | 4  | 4  | 28.3 | .391 | .389 | —     | 2.8 | 4.3 | 1.3 | 1.0 | 6.3 |
| 2024–25 | Oklahoma City | 23 | 0  | 24.4 | .450 | .411 | .795  | 2.7 | 2.2 | 2.0 | .6  | 9.2 |
| Gesamt  | Gesamt        | 54 | 5  | 24.2 | .428 | .355 | .803  | 2.4 | 2.4 | 1.4 | 0.6 | 7.6 |